# Древолаз Риверо
Древолаз Риверо (лат. Mannophryne riveroi) — вид бесхвостых земноводных из семейства Aromobatidae. Назван в честь пуэрто-риканского зоолога и герпетолога Хуана Артуро Риверо (англ. Juan Arturo Rivero) (1923).
Обитает во влажных низменных лесах в штате Сукре в Венесуэле в 10 км от города Макуро на высоте 400–1000 м над уровнем моря. Большинство живёт в национальном парке, что не является защитой для вида из-за вырубки леса местным населением.
Численность этого вида неизвестна, хотя образцы были взяты в 2004 году.